# 世界空手道連盟 (フルコンタクト空手)
世界空手道連盟（せかいからてどうれんめい、World Karate Association, WKA）は、士道館ルールの直接打撃制空手（フルコンタクト空手）の統括競技団体である。
伝統派空手の国際競技団体である世界空手連盟 (WKF) や、キックボクシングの世界王座認定団体である世界キックボクシング協会 (WKA) とは別団体である。

## 概要
添野義二が興した士道館を中心に、真樹日佐夫が興した真樹道場や、村上竜司が興した士魂村上塾が加盟している。

## 総裁
総裁を務めているのは 空調設備会社ナミレイの元会長であり、現在は武道団体の連合組織である日本連合総裁、東亜ビル管理組合顧問、「全アジア条約機構推進委員会」委員長であり、後藤田正晴、亀井静香、石原慎太郎といった大物政治家や反社会的勢力にもパイプがあると称する朝堂院大覚である。